# Seznam medailistů na mistrovství Československa a Česka mužů a žen v hodu diskem

### Muži
| Rok          | Místo              | Zlato             | Výkon           | Stříbro           | Bronz             |
| ------------ | ------------------ | ----------------- | --------------- | ----------------- | ----------------- |
| MR ČSR 1945  | Praha              | Jaroslav Sedláček | 38,83 m         | Miroslav Zikmund  | Václav Vomáčka    |
| MR ČSR 1946  | Praha              | Jaroslav Knotek   | 44,55 m         | Jaroslav Sedláček | Miroslav Zikmund  |
| MR ČSR 1947  | Praha              | Jaroslav Knotek   | 44,65 m         | Václav Mudra      | Jaroslav Sedláček |
| MR ČSR 1948  | Praha              | Jaroslav Knotek   | 45,51 m         | Václav Mudra      | Vladislav Bosák   |
| MR ČSR 1949  | Praha              | Václav Mudra      | 44,03 m         | Alojz Kormúth     | Jaroslav Knotek   |
| MR ČSR 1950  | Bratislava         | Alojz Kormúth     | 45,06 m         | Jaroslav Knotek   | Vladislav Bosák   |
| MR ČSR 1951  | Brno               | Václav Mudra      | 46,08 m         | Václav Vomáčka    | Alojz Kormúth     |
| MR ČSR 1952  | Praha              | Alojz Kormúth     | 46,41 m         | Václav Mudra      | Antonín Pšurný    |
| MR ČSR 1953  | Praha              | Karel Merta       | 48,72 m         | Alojz Kormúth     | Jan Vrabel        |
| MR ČSR 1954  | Ostrava            | Karel Merta       | 50,85 m         | Jan Vrabel        | Zdeněk Čihák      |
| MR ČSR 1955  | Brno               | Karel Merta       | 54,40 m         | Zdeněk Čihák      | Jan Vrabel        |
| MR ČSR 1956  | Bratislava         | Karel Merta       | 51,68 m         | Jan Vrabel        | Václav Lajbner    |
| MR ČSR 1957  | Praha              | Karel Merta       | 54,13 m         | Zdeněk Čihák      | Alojz Kormúth     |
| MR ČSR 1958  | Ostrava            | Karel Merta       | 51.82 m         | Zdeněk Čihák      | Gejza Valent      |
| MR ČSR 1959  | Praha              | Zdeněk Němec      | 52,40 m         | Karel Merta       | Zdeněk Čihák      |
| MR ČSSR 1960 | Brno               | Zdeněk Němec      | 53,75 m         | Zdeněk Čihák      | Miloš Velkoborský |
| MR ČSSR 1961 | Praha              | Zdeněk Němec      | 53,84 m         | Ladislav Petrovič | Zdeněk Čihák      |
| MR ČSSR 1962 | Ostrava            | Ladislav Petrovič | 53,77 m         | Ludvík Daněk      | Zdeněk Němec      |
| MR ČSSR 1963 | Hradec Králové     | Ludvík Daněk      | 60,00 m         | Jiří Žemba        | Zdeněk Němec      |
| MR ČSSR 1964 | Praha              | Ludvík Daněk      | 59,70 m         | Jiří Žemba        | Ladislav Petrovič |
| MR ČSSR 1965 | Zábřeh             | Ludvík Daněk      | 60,60 m         | Jiří Žemba        | Karel Kalivoda    |
| MR ČSSR 1966 | Třinec             | Ludvík Daněk      | 59,50 m         | Jiří Žemba        | Jaroslav Vidrna   |
| MR ČSSR 1967 | Sokolov            | Ludvík Daněk      | 62,08 m         | Jaroslav Vidrna   | Vladimír Vojtěch  |
| MR ČSSR 1968 | Jablonec nad Nisou | Ludvík Daněk      | 60,68 m         | Jaroslav Vidrna   | Vladimír Vojtěch  |
| MR ČSSR 1969 | Považská Bystrica  | Ludvík Daněk      | 61,86 m         | Jaroslav Vidrna   | Zdeněk Vítek      |
| MR ČSSR 1970 | Ostrava            | Jaroslav Vidrna   | 55,74 m         | Petr Macák        | Karel Prouza      |
| MR ČSSR 1971 | Praha              | Ludvík Daněk      | 61,82 m         | Jaroslav Vidrna   | Petr Macák        |
| MR ČSSR 1972 | Praha              | Ludvík Daněk      | 61,36 m         | Jaroslav Vidrna   | Petr Macák        |
| MR ČSSR 1973 | Banská Bystrica    | Ludvík Daněk      | 60,94 m         | Jaroslav Vidrna   | Josef Šilhavý     |
| MR ČSSR 1974 | Praha              | Ludvík Daněk      | 61,68 m         | Jaroslav Šilhavý  | Petr Macák        |
| MR ČSSR 1975 | Bratislava         | Ludvík Daněk      | 64,66 m         | Jaroslav Šilhavý  | Petr Macák        |
| MR ČSSR 1976 | Třinec             | Ludvík Daněk      | 59,96 m         | Josef Šilhavý     | Oto Ozorák        |
| MR ČSSR 1977 | Ostrava            | Josef Šilhavý     | 61,78 m         | Antonín Wybraniec | Imrich Bugár      |
| MR ČSSR 1978 | Praha              | Imrich Bugár      | 65,96 m         | Ludvík Daněk      | nikdo             |
| MR ČSSR 1979 | Praha              | Imrich Bugár      | 62,54 m         | Antonín Wybraniec | Zdeněk Dvořák     |
| MR ČSSR 1980 | Praha              | Imrich Bugár      | 62,44 m         | Antonín Wybraniec | Oto Ozorák        |
| MR ČSSR 1981 | Ostrava            | Imrich Bugár      | 65,16 m         | Gejza Valent      | Antonín Wybraniec |
| MR ČSSR 1982 | Praha              | Imrich Bugár      | 66,68 m         | Antonín Wybraniec | Josef Kubeš       |
| MR ČSSR 1983 | Praha              | Imrich Bugár      | 66,40 m         | Gejza Valent      | Josef Kubeš       |
| MR ČSSR 1984 | Praha              | Imrich Bugár      | 67,98 m         | Gejza Valent      | Josef Kubeš       |
| MR ČSSR 1985 | Praha              | Imrich Bugár      | 68,18 m Rek. MR | Gejza Valent      | Tibor Pányi       |
| MR ČSSR 1986 | Bratislava         | Imrich Bugár      | 66,64 m         | Gejza Valent      | Tibor Pányi       |
| MR ČSSR 1987 | Třinec             | Gejza Valent      | 65,72 m         | Imrich Bugár      | Stanislav Kovář   |
| MR ČSSR 1988 | Praha              | Imrich Bugár      | 65,36 m         | Gejza Valent      | Tomáš Panáček     |
| MR ČSSR 1989 | Banská Bystrica    | Gejza Valent      | 63,50 m         | Imrich Bugár      | Zdeněk Kohout     |
| MR ČSFR 1990 | Praha              | Imrich Bugár      | 62,48 m         | Zdeněk Kohout     | Stanislav Kovář   |
| MR ČSFR 1991 | Ostrava            | Imrich Bugár      | 61,86 m         | Gejza Valent      | Stanislav Kovář   |
| MR ČSFR 1992 | Nitra              | Imrich Bugár      | 62,66 m         | Stanislav Kovář   | Libor Malina      |
| MR ČR 1993   | Jablonec nad Nisou | Imrich Bugár      | 58,20 m         | Zdeněk Kohout     | Marek Bílek       |
| MR ČR 1994   | Jablonec nad Nisou | Imrich Bugár      | 59,52 m         | Marek Bílek       | Stanislav Kovář   |
| MR ČR 1995   | Ostrava            | Marek Bílek       | 58,54 m         | Libor Malina      | Stanislav Kovář   |
| MR ČR 1996   | Praha              | Libor Malina      | 61,78 m         | Marek Bílek       | Stanislav Kovář   |
| MR ČR 1997   | Třinec             | Libor Malina      | 62,10 m         | Zdeněk Kohout     | Stanislav Kovář   |
| MR ČR 1998   | Jablonec nad Nisou | Libor Malina      | 59,75 m         | Stanislav Kovář   | Adam Doležel      |
| MR ČR 1999   | Ostrava            | Libor Malina      | 61,33 m         | Stanislav Kovář   | Adam Doležel      |
| MR ČR 2000   | Plzeň              | Libor Racek       | 53,99 m         | Adam Doležel      | Stanislav Kovář   |
| MR ČR 2001   | Jablonec nad Nisou | Libor Malina      | 67,13 m         | Arnošt Holovský   | Gejza Valent      |
| MR ČR 2002   | Ostrava            | Libor Malina      | 62,23 m         | Libor Racek       | Antonín Žalský    |
| MR ČR 2003   | Olomouc            | Libor Malina      | 61,11 m         | Antonín Žalský    | Tomáš Jirásek     |
| MR ČR 2004   | Plzeň              | Libor Malina      | 64,17 m         | Arnošt Holovský   | Tomáš Jirásek     |
| MR ČR 2005   | Kladno             | Libor Malina      | 61,71 m         | Tomáš Jirásek     | Arnošt Holovský   |
| MR ČR 2006   | Praha              | Libor Malina      | 59,53 m         | Tomáš Jirásek     | Antonín Žalský    |
| MR ČR 2007   | Třinec             | Libor Malina      | 58,97 m         | Antonín Žalský    | Igor Gondor       |
| MR ČR 2008   | Tábor              | Libor Malina      | 62,88 m         | Jan Marcell       | Miroslav Pudivítr |
| MR ČR 2009   | Praha              | Jan Marcell       | 59,45 m         | Miroslav Pudivítr | Igor Gondor       |
| MR ČR 2010   | Třinec             | Libor Malina      | 60,11 m         | Jan Marcell       | Miroslav Pudivítr |
| MR ČR 2011   | Brno               | Jan Marcell       | 65,71 m         | Libor Malina      | Miroslav Pudivítr |
| MR ČR 2012   | Vyškov             | Igor Gondor       | 59,51 m         | Marek Bárta       | Tomáš Voňavka     |
| MR ČR 2013   | Tábor              | Tomáš Voňavka     | 60,38 m         | Marek Bárta       | Igor Gondor       |
| MR ČR 2014   | Ostrava            | Igor Gondor       | 57,88 m         | Marek Bárta       | Jaromír Mazgal    |
| MR ČR 2015   | Plzeň              | Marek Bárta       | 56,07 m         | Jaromír Masqal    | Igor Gondor       |
| MR ČR 2016   | Tábor              | Marek Bárta       | 59,89 m         | Tomáš Voňavka     | Jan Marcell       |
| MR ČR 2017   | Třinec             | Jan Marcell       | 59,59 m         | Tomáš Voňavka     | Jaromír Mazgal    |
| MR ČR 2018   | Kladno             | Tomáš Voňavka     | 57,87 m         | Jan Marcell       | Jakub Forejt      |
| MR ČR 2019   | Brno               | Marek Bárta       | 62,32 m         | Tomáš Voňavka     | Jan Marcell       |
| MR ČR 2020   | Plzeň              | Marek Bárta       | 61,01 m         | Tomáš Voňavka     | Jakub Forejt      |
| MR ČR 2021   | Zlín               | Marek Bárta       | 60,02 m         | Michal Forejt     | Jakub Forejt      |
| MR ČR 2022   | Hodonín            | Marek Bárta       | 61,55 m         | Michal Forejt     | Tomáš Voňavka     |
| MR ČR 2023   | Tábor              | Marek Bárta       | 59,37 m         | Jakub Forejt      | Petr Procházka    |
| MR ČR 2024   | Zlín               | Marek Bárta       | 62,06 m         | Jakub Forejt      | Jan Svozil        |
| MR ČR 2025   |                    |                   |                 |                   |                   |

### Ženy
| Rok          | Místo              | Zlato               | Výkon           | Stříbro                    | Bronz                |
| ------------ | ------------------ | ------------------- | --------------- | -------------------------- | -------------------- |
| MR ČSR 1945  | Praha              | Jana Gambošová      | 32,05 m         | Alica Hubíková             | Jaroslava Kopečná    |
| MR ČSR 1946  | Praha              | Hana Ženíšková      | 32,55 m         | Adéla Macháčková           | Dana Ingrová         |
| MR ČSR 1947  | Praha              | Adéla Macháčková    | 33,84 m         | Jana Gambošová             | Hana Ženíšková       |
| MR ČSR 1948  | Praha              | Hana Ženíšková      | 34.46 m         | Marie Hrubá                | Anna Stachovičová    |
| MR ČSR 1949  | Praha              | Jaroslava Jungrová  | 38,51 m         | Anna Stachovičová          | Hana Ženíšková       |
| MR ČSR 1950  | Bratislava         | Jaroslava Jungrová  | 43,25 m         | Anna Stachovičová          | Marie Hrubá          |
| MR ČSR 1951  | Brno               | Jaroslava Jungrová  | 42,83 m         | Libuše Nováková            | Marie Hrubá          |
| MR ČSR 1952  | Praha              | Libuše Nováková     | 41.75 m         | Sylvie Čechová             | Marie Hrubá          |
| MR ČSR 1953  | Praha              | Štěpánka Mertová    | 43,81 m         | Sylvie Čechová             | Anna Stachovičová    |
| MR ČSR 1954  | Ostrava            | Štěpánka Mertová    | 46,13 m         | Anna Stachovičová          | Libuše Menclová      |
| MR ČSR 1955  | Brno               | Olga Fikotová       | 47,33 m         | Štěpánka Mertová           | Jaroslava Lišková    |
| MR ČSR 1956  | Bratislava         | Olga Fikotová       | 50,14 m         | Štěpánka Mertová           | Jiřina Vobořilová    |
| MR ČSR 1957  | Praha              | Štěpánka Mertová    | 50.65 m         | Marie Šimánková            | Anna Stachovičová    |
| MR ČSR 1958  | Ostrava            | Štěpánka Mertová    | 52.02 m         | Marie Šimánková            | Lívia Lajbnerová     |
| MR ČSR 1959  | Praha              | Štěpánka Mertová    | 50,57 m         | Marie Šimánková            | Jiřina Němcová       |
| MR ČSSR 1960 | Brno               | Jiřina Němcová      | 52,03 m         | Štěpánka Mertová           | Marie Šimánková      |
| MR ČSSR 1961 | Praha              | Jiřina Němcová      | 52,42 m         | Štěpánka Mertová           | Marie Šimánková      |
| MR ČSSR 1962 | Ostrava            | Jiřina Němcová      | 52,87 m         | Štěpánka Mertová           | Marie Šimánková      |
| MR ČSSR 1963 | Hradec Králové     | Jiřina Němcová      | 55,88 m         | Štěpánka Mertová           | Marie Šimánková      |
| MR ČSSR 1964 | Praha              | Jiřina Němcová      | 55,52 m         | Štěpánka Mertová           | Marie Šimánková      |
| MR ČSSR 1965 | Zábřeh             | Jiřina Němcová      | 52,87 m         | Štěpánka Mertová           | Marie Šimánková      |
| MR ČSSR 1966 | Třinec             | Jiřina Němcová      | 53,32 m         | Štěpánka Mertová           | Marie Šimánková      |
| MR ČSSR 1967 | Sokolov            | Jiřina Němcová      | 52,48 m         | Štěpánka Mertová           | Helena Žlábková      |
| MR ČSSR 1968 | Jablonec nad Nisou | Marie Šimánková     | 51,28 m         | Jiřina Němcová             | Štěpánka Mertová     |
| MR ČSSR 1969 | Považská Bystrica  | Marie Šimánková     | 51,38 m         | Helena Vyhnalová-Žlábková  | Jaroslava Podhorecká |
| MR ČSSR 1970 | Ostrava            | Marie Stříbrská     | 53,68 m         | Marie Šimánková-Boušková   | Vladimíra Srbová     |
| MR ČSSR 1971 | Praha              | Helena Vyhnalová    | 52,10 m         | Marie Šimánková            | Vladimíra Srbová     |
| MR ČSSR 1972 | Praha              | Vladimíra Srbová    | 50,46 m         | Helena Vyhnalová           | Jitka Kostková       |
| MR ČSSR 1973 | Banská Bystrica    | Marie Novotná       | 51,70 m         | Marcela Pilařová           | Alena Haisová        |
| MR ČSSR 1974 | Praha              | Helena Vyhnalová    | 58,08 m         | Jana Matysová              | Jitka Prouzová       |
| MR ČSSR 1975 | Bratislava         | Helena Vyhnalová    | 58,62 m         | Jitka Prouzová             | Jana Matysová        |
| MR ČSSR 1976 | Třinec             | Jitka Prouzová      | 58,34 m         | Marcela Pilařová           | Jana Matysová        |
| MR ČSSR 1977 | Ostrava            | Helena Vyhnalová    | 60,82 m         | Jitka Prouzová             | Marcela Pilařová     |
| MR ČSSR 1978 | Praha              | Jitka Prouzová      | 62,32 m         | Marcela Pilařová           | Zdeňka Bartoňová     |
| MR ČSSR 1979 | Praha              | Jitka Prouzová      | 59,56 m         | Marcela Pilařová           | Zdeňka Bartoňová     |
| MR ČSSR 1980 | Praha              | Jitka Prouzová      | 60,34 m         | Zdeňka Bartoňová           | Gabriela Hanuláková  |
| MR ČSSR 1981 | Ostrava            | Zdeňka Bartoňová    | 65,74 m         | Jitka Prouzová             | Gabriela Hanuláková  |
| MR ČSSR 1982 | Praha              | Zdeňka Bartoňová    | 63,46 m         | Jitka Prouzová             | Gabriela Hanuláková  |
| MR ČSSR 1983 | Praha              | Zdeňka Šilhavá      | 67,90 m         | Jitka Prouzová             | Gariela Hanuláková   |
| MR ČSSR 1984 | Praha              | Zdeňka Šilhavá      | 67,62 m         | Jitka Prouzová             | Gabriela Hanuláková  |
| MR ČSSR 1985 | Praha              | Zdeňka Šilhavá      | 69,10 m Rek. MR | Gabriela Hanuláková        | Olga Cinibulková     |
| MR ČSSR 1986 | Bratislava         | Gabriela Hanuláková | 56,94 m         | Olga Cinibulková           | Iveta Kudrnová       |
| MR ČSSR 1987 | Třinec             | Zdeňka Šilhavá      | 61,92 m         | Martina Polišenská         | Olga Cinibulková     |
| MR ČSSR 1988 | Praha              | Martina Polišenská  | 60,32 m         | Olga Cinibulková           | Kateřina Syrová      |
| MR ČSSR 1989 | Banská Bystrica    | Martina Polišenská  | 55,24 m         | Vladimíra Malátová         | Olga Cinibulková     |
| MR ČSFR 1990 | Praha              | Vladimíra Malátová  | 59,14 m         | Alice Matějková            | Ivana Svoradová      |
| MR ČSFR 1991 | Ostrava            | Vladimíra Malátová  | 57,48 m         | Alice Matějková            | Mariana Šilhavá      |
| MR ČSFR 1992 | Nitra              | Vladimíra Malátová  | 61,70 m         | Alice Matějková            | Petra Jurášková      |
| MR ČR 1993   | Jablonec nad Nisou | Vladimíra Malátová  | 62,92 m         | Alice Matějková            | Zdeňka Šilhavá       |
| MR ČR 1994   | Jablonec nad Nisou | Alice Matějková     | 61,12 m         | Vladimíra Malátová         | Zdeňka Šilhavá       |
| MR ČR 1995   | Ostrava            | Zdeňka Šilhavá      | 59,54 m         | Alice Matějková            | Olga Sůvová          |
| MR ČR 1996   | Praha              | Alice Matějková     | 60,46 m         | Zdeňka Šilhavá             | Romana Podušková     |
| MR ČR 1997   | Třinec             | Alice Matějková     | 58,64 m         | Zdeňka Šilhavá             | Věra Pospíšilová     |
| MR ČR 1998   | Jablonec nad Nisou | Alice Matějková     | 57,85 m         | Vladimíra Racková-Malátová | Věra Pospíšilová     |
| MR ČR 1999   | Ostrava            | Zdeňka Šilhavá      | 60,20 m         | Vladimíra Racková          | Věra Pospíšilová     |
| MR ČR 2000   | Plzeň              | Vladimíra Racková   | 60,51 m         | Zdeňka Šilhavá             | Věra Pospíšilová     |
| MR ČR 2001   | Jablonec nad Nisou | Vladimíra Racková   | 60,27 m         | Věra Pospíšilová           | Kamila Hlaváčová     |
| MR ČR 2002   | Ostrava            | Vladimíra Racková   | 62,32 m         | Věra Pospíšilová           | Jana Kárníková       |
| MR ČR 2003   | Olomouc            | Věra Pospíšilová    | 65,86 m         | Vladimíra Racková          | Jana Kárníková       |
| MR ČR 2004   | Plzeň              | Věra Pospíšilová    | 62,28 m         | Vladimíra Racková          | Jana Kárníková       |
| MR ČR 2005   | Kladno             | Věra Cechlová       | 65,35 m         | Vladimíra Racková          | Andrea Valešová      |
| MR ČR 2006   | Praha              | Věra Cechlová       | 61,79 m         | Vladimíra Racková          | Andrea Valešová      |
| MR ČR 2007   | Třinec             | Věra Cechlová       | 61,19 m         | Milena Bečičková           | Eliška Staňková      |
| MR ČR 2008   | Tábor              | Věra Cechlová       | 59,81 m         | Milena Bečičková           | Lucie Vaníčková      |
| MR ČR 2009   | Praha              | Věra Cechlová       | 56,53 m         | Eliška Staňková            | Kateřina Klausová    |
| MR ČR 2010   | Třinec             | Věra Cechlová       | 59,17 m         | Eliška Staňková            | Andrea Velešová      |
| MR ČR 2011   | Brno               | Věra Cechlová       | 63,40 m         | Eliška Staňková            | Jitka Kubelová       |
| MR ČR 2012   | Vyškov             | Eliška Staňková     | 56,19 m         | Věra Cechlová              | Jitka Kubelová       |
| MR ČR 2013   | Tábor              | Jitka Kubelová      | 57,54 m         | Věra Cechlová              | Eliška Staňková      |
| MR ČR 2014   | Ostrava            | Eliška Staňková     | 58,17 m         | Jitka Kubelová             | Kateřina Klausová    |
| MR ČR 2015   | Plzeň              | Eliška Staňková     | 58,66 m         | Jitka Kubelová             | Zuzana Kubicová      |
| MR ČR 2016   | Tábor              | Eliška Staňková     | 55,43 m         | Zuzana Kubicová            | Barbora Tichá        |
| MR ČR 2017   | Třinec             | Eliška Staňková     | 56,95 m         | Zuzana Kubicová            | Barbora Tichá        |
| MR ČR 2018   | Kladno             | Eliška Staňková     | 56,76 m         | Barbora Tichá              | Natálie Veselá       |
| MR ČR 2019   | Brno               | Eliška Staňková     | 57,16 m         | Markéta Červenková         | Lenka Matoušková     |
| MR ČR 2020   | Plzeň              | Eliška Staňková     | 56,34 m         | Lenka Matoušková           | Barbora Tichá        |
| MR ČR 2021   | Zlín               | Eliška Staňková     | 55,68 m         | Barbora Tichá              | Lenka Matoušková     |
| MR ČR 2022   | Hodonín            | Barbora Tichá       | 55,07 m         | Leona Vargová              | Kristýna Čechlovská  |
| MR ČR 2023   | Tábor              | Barbora Tichá       | 54,90 m         | Leona Vargová              | Kristýna Čechlovská  |
| MR ČR 2024   | Zlín               | Barbora Tichá       | 53,15 m         | Eliška Zahradníčková       | Klára Klonová        |
| MR ČR 2025   |                    |                     |                 |                            |                      |